# Nouveaux Cahiers du socialisme
Nouveaux Cahiers du socialisme (parfois nommés NCS) est une revue québécoise consacrée à des réflexions et des analyses sociales comme politiques qui paraît deux fois par année. Engagée et positionnée à gauche, elle est publiée depuis 2009 par le Collectif d’analyse politique (CAP), un groupe de militants sans affiliation politique particulière.

## Histoire de la revue
En 1978, plusieurs professeurs réguliers du département de sociologie de l'Université du Québec à Montréal (UQAM) fondent une nouvelle revue, Les Cahiers du socialisme, déplorant le manque de publications intellectuelles militantes de gauche à la suite de la disparition de Chroniques et de l'échec de Socialisme Québécois. La revue vise à valoriser la recherche universitaire sur les rapports de classe au Québec. En 1984, la revue cesse de paraître et elle est remplacée, de 1986 à 1990, par Critiques socialistes, une revue publiée à Hull et à l'Université d'Ottawa, surtout par des chargés de cours.
En 2007, le Collectif d'analyse politique (CAP) est formé par un groupe d'intellectuels militants pour organiser les luttes de gauche, qui se multiplient depuis 1995 au Québec en réponse au néo-libéralisme qui domine la politique. Il organise d'abord quelques conférences et événements avant de décider de fonder une revue.
En 2008, le groupe fonde Nouveaux Cahiers du socialisme et revendiquent une parenté directe avec Les Cahiers du socialisme et Critiques socialistes. Mais, contrairement à ses prédécesseurs, Nouveaux Cahiers du socialisme n'ont aucune affiliation universitaire, aucun lien avec un département en particulier. À sa fondation, le comité éditorial est composé d'intellectuels militants, de syndicalistes, de professeurs de cégep, d'organisateurs communautaires et d'universitaires précaires. Le comité n'a pas pour seule fonction le choix et l'édition des textes à paraître dans la revue, il est également un lieu d'échange d'idées politiques plus large. Le premier numéro paraît en février 2009 et est consacré aux « classes sociales d'aujourd'hui »[réf. souhaitée].
De sa fondation et jusqu'en 2017, la revue organise chaque année une université populaire d'été en collaboration avec différents organismes. Il ne s'agit pas d'adopter une logique universitaire, mais plutôt de réunir plusieurs personnes provenant de groupes communautaires et militants variés pour former un « intellectuel collectif ». En 2012, l'université d'été a lieu à l'Université du Québec à Montréal en collaboration avec l'Association québécoise pour la taxation des transactions financières et pour l'action citoyenne (ATTAC-Québec). En 2014, elle a lieu à l'Université d'Ottawa dans le cadre du Forum social des peuples et elle est coorganisée avec la Canadian Dimension sous le thème « On brasse la cage ! ». À partir de 2015, elle se déroule à l'UQAM et aborde des thèmes tels que « Repenser l’émancipation » (2015), « Quatre-vingt-dix-neuf pour cent se lèvent » (2016), « L’heure des brasiers » (2017).
En 2018, les universités populaires d'été sont remplacés par La grande transition, un collectif indépendant composé d'universitaires et de militants qui organisent chaque année des séries de grandes conférences visant à réfléchir à différentes formes de transition sociale vers une société plus écologique, féministe, égalitaire et démocratique. Les thématiques abordées jusqu'ici sont : « Préparer la société après le capitalisme » (2018) « Organiser la résistance » (2019) et « Construire l’utopie » (2020-2021). Nouveaux Cahiers du socialisme participent à La grande transition en annonçant sur son site les conférences, mais aussi en publiant régulièrement des entretiens et des articles en marge de l'événement, ainsi que des numéros spéciaux de la revue.
Depuis 2015, la revue est disponible sur Érudit. Elle est membre de la Société de développement des périodiques culturels québécois (SODEP).

### Ligne éditoriale
Chaque numéro propose des dossiers thématiques, mais aussi différentes sections récurrentes qui comprennent des analyses de conflits sociaux, des entrevues, des recensions de livre et d'autres textes hors dossier. La revue propose de manière générale de réfléchir sur le capitalisme contemporain et d'imaginer un socialisme pour le XXIe siècle qui serait pluraliste et critique.
Parmi les dossiers thématiques proposés par la revue, notons l'immigration, la droite, l'école publique, le syndicalisme, la démocratie, la décroissance ou la question nationale.
Le site web de la revue propose également de nombreux contenus originaux publiés en continu et classés dans de grands dossiers : l'Ukraine, la COP 26, les élections, Québec solidaire, les États-Unis, la Covid-19, les 150 ans de la Commune de Paris, etc.

## Comité de rédaction, contributeurs et contributrices
La revue n'a pas de direction, mais le comité éditorial est composé, en 2022, de Pierre Beaudet, André Vincent, Philippe Boudreau, Stéphane Chalifour, Emanuel Guay, Jacques Pelletier, Judith Trudeau, Carole Yerochewski et Flavie Achard, qui agit également à titre de coordinatrice à la rédaction.
Parmi les autres collaborateurs réguliers de la revue, passés ou présents, on peut compter Donald Cuccioletta, Richard Poulin, Pierre Beaulne, Sébastien Bouchard, Véronique Brouillette, Raphaël Canet, René Charest, Thomas Chiasson-LeBel, François Cyr, Serge Y. Denis, Jean-Paul Faniel, Sophie Fontaine, Benoît Gaulin, Nathalie Guay, Philippe Hurteau, Josée Lamoureux, Andrea Levy, Louis Marion, Éric Martin, Alain Philoctète, Éric Pineault, Roger Rashi, Marc Séguin, Florence Thomas.